# Автомобилни спортове
Автомобилните спортове са моторни спортове, в които се съревновават помежду си различни транспортни средства (прототипи, леки автомобили, камиони, мотоциклети и т.н.) с двигатели от различни типове (предимно двигатели с вътрешно горене). Това е един от най-популярните спортове в света. Сред най-известните такива в днешно време са Формула 1, НАСКАР и Рали Дакар.

## История

### Начало на автомобилните състезания
Първото автомобилно състезание в историята се провежда на 22 юли 1894 година между градовете Париж и Руан във Франция. То е организирано от парижкото списание „Пьоти Журнал“ и е рекламирано като „конкурс за коли без коне“, които са „безопасни, лесни за каране и евтини за пътуване“. В предварителния кръг, проведен на трасе с дължина 50 km, участват 69 автомобила, произведени както от сериозни фирми като Пежо, Панар и Дьо Дион, така и от любители. 25 от тях се избрани за участие в основното състезание, чието трасе има дължина 127 km.
Победител става граф Жул-Албер дьо Дион, който изминава трасето за 6 часа и 48 минути при средна скорост 19 km/h. Той финишира 3’30” преди Жорж Льометр (Пежо), 16’30” преди Дорио (Пежо), 33’30” преди Рьоне Панар (Панар) и 55’30” преди Емил Льовасор (Панар). Официалните победители са Пежо и Панар, тъй като колите се оценяват не само по скорост, а и по тяхното поведение и безопасност, а парната кола на Дьо Дион има нужда от огняр, което е забранено.

### Краят на 19 век и началото на 20 век
През 1895 година се организира Париж-Бордо-Париж, първото състезание, при което всички участници стартират едновременно. Победител е Емил Льовасор с автомобил Панар-Льовасор, който изминава трасето от 1178 km за 48 часа и 47 минути, с 6 часа преди втория в класирането и със средна скорост около 24 km/h.
Малко по-късно автомобилният спорт започва да се разпространява и извън Франция. Първото състезание в Съединените щати е проведено в края на 1895 година в Чикаго. Първото редовно автомобилно състезание започва да се провежда в Ница през 1897 година. За да бъде запълнена програмата, на тези мероприятия се експериментира с различни форми, като изкачване на хълм или спринт. Първото международно състезание, Гордън Бенет Къп, в което се надпреварват национални отбори, а не индивидуални участници, започва да се провежда през 1900 година.
В началото на 20 век френският автомобилен клуб „А Се Еф“ започва да организира големи международни състезания между Париж и други големи европейски градове. Тежък инцидент по време на ралито Париж-Мадрид през 1903 година, при който загиват 9 души, довежда до забраната на автомобилни състезания по шосетата на Франция.
По това време започват да се изграждат първите писти. Най-старата от тях е Милуоки Майл в Съединените щати, която е построена през 19 век за конни надбягвания, но се използва за състезания с автомобили от 1903 година. Брукландс в Англия, първата писта, предназначена специално за автомобилни състезания, е открита през 1907 година. През 1909 година е открита пистата Индианаполис Мотор Спидуей. През 1911 година за първи път се провеждат две от най-известните състезания, съществуващи и в наши дни – 500-те мили на Индианаполис и Рали Монте Карло.

### Първата половина на 20 век
Спортният автомобилизъм се развива след Първата световна война. В периода между двете световни войни са построени някои от най-известните европейски писти, като Монца (1922) и Спа-Франкоршамп (1925). През 1923 година се провеждат за първи път 24-те часа на Льо Ман. През 1926 година е създаден европейският шампионат по автомобилизъм – предшественик на световния шампионат на Формула 1, който води началото си от 1950 година.
През 30-те години скъпите шосейни автомобили са изместени от коли, специално предназначени за спортни цели. Делаж, Ауто Унион, Мерцедес-Бенц, Дьолае и Бугати конструират аеродинамични модели с двигатели с мощност до 450 kW (612 к.с.), подпомагани от нагнетатели. През 1928 – 1930 и 1934 – 1936 година в състезанията се допускат само автомобили с тегло под 750 kg, правило, напълно противоположно на съвременните ограничения за минимално тегло. Това изискване довежда до по-широкото използване на алуминиеви сплави в конструкцията на колите.

## Категории

### Картинг
Картинг спортът е най-основната и достъпна форма на автомобилните спортове. Той се заражда след края на Втората световна война от американските пилоти, които създават малки метални рамкови шасита, към които прикрепят малък двигател. В днешно време картингът е цяла индустрия и има много различни категории. Обикновено състезанията се провеждат на малки писти (между 800 м и 1500 м). Най-популярната му форма в България са т.нар. рентал картове, това е и най-основната форма, която обаче предоставя и най-бавните машини. В професионалния картинг спорт съществува ясно изразена йерархия от категории на основата на възрастови граници на пилотите и обем на двигателя. В средните категории (KF2), картовете могат да завиват със странично ускорение от над 2.5 Г – двойно повече от възможностите дори и на серийните супер автомобили, затова в картинг спорта физическата подготовката е от голямо значение. Картингът е категорията, от която излизат почти всички професионални пистови автомобилни състезатели.

### Състезания с едноместни открити автомобили с открити колела
Това е най-популярната и известна форма на автомобилния спорт. Това са състезания, които се провеждат на затворен маршрут – писта, със специално конструирани едноместни открити автомобили с открити колела. Този тип автомобили се отличават с много ниско тегло (между 400 и 680 кг.) и голямо внимание към аеродинамиката. Възможностите им като ускорение, спиране и завиване ги правят значително по-бързи от закритите състезателни автомобили с формата на серийните автомобили със съпоставима мощ. Обикновено към тези категории се насочват всички млади пилоти от картинг спорта.

#### Формула 1
Най-известната форма на състезанията с едноместни автомобили е Формула 1. Тя се счита и за най-престижната форма в автомобилния спорт като цяло. Формула 1 е и най-скъпият и високо технологичен спорт. Бюджетите за година достигат 600 милиона долара, а минимумът е между 80 и 100 милиона. За 2010 г. е въведен лимит от 40 милиона паунда. Поради имиджа си на най-престижната форма в моторните спортове, около Ф1 има редица съпътстващи серии, чиято цел е да привличат фенове на автомобилните пилоти и подготвят пилоти, инженери и механици за Ф1.

#### Инди Кар (Инди Рейсинг Лига)
Понякога определяна като американски еквивалент на Формула 1 Индикар е висшата лига на автомобилния спорт в САЩ. Основана през 1996 г. като конкурент на КАРТ сериите основани през 1979 г. и преименувани на Чемп Кар Световни Серии през 2004 г. През 2008 г. ИРЛ поглъща конкурентната серия след обявения фалит на Чемп Кар. Повечето от стартовете в Индикар се провеждат на овални писти.

#### ГП2
ГП2 е основана през 2005 г. като наследник на Формула 3000 с цел е ГП2 да бъде максимално близо до Ф1. Автомобилите са стандартни с шаси конструирано от Далара и двигател Рено са V8, 4 литра с мощност от близо 600 к.с. Състезания се провеждат на същите писти като Ф1. Отборите са предварително избирани на всеки 3 години, а повечето от пилотите са млади звезди от по-малките категории, като много от тях са подпомагани от големи компании. Състезанията от ГП2 се предават в различни страни и са популярни.

#### Световните Серии на Рено
Световните Серии на Рено е категория, която води началото си от Нисан Сериите, които са създадени да отговорят на растящия интерес към спорта в Испания, но заради успеха си прерастват в Световни серии, въпреки че рядко има състезания извън Европа. Болидът, който се използва в Сериите на Рено е конструиран от Далара, а двигателя му е V8 и обем 3,5 литра с мощност от 500 к.с. Интересното е че този двигател може да работи с етанолово гориво Е85. Качествата на болида са много близки до тези на ГП2, но сериите предлагат по-нисък бюджет за участие (около 900 хил. евро) и също така много публика.

#### A1 Гран При
Тази серия е създадена през 2005 година по идея на шейх Мактум Хашер Мактум Ал Мактум от Дубай. Към него се присъединияват бизнесмените от ЮАР Тони Тейкшейра и Браян Менел. А1 Гран При често е наричана Световната Купа в Моторния Спорт. Идеята на шейх Хашер Ал Мактум е да създаде шампионат по подобие на Световното първенство по футбол, където нация срещу нация да се изправят на спортния терен. В А1 всяка нация може да има само 1 болид, който задължително е управляван от неин гражданин. Шасито е конструирано от Лола и тежи 600 кг, дизайнът на външността му е с цел привличане на вниманието на окото. Двигателя е 3,4 литра, V8 с мощност от 550 к.с., който се доставя от Зайтек. Гумите са Купър и са слик. В периода 2008 – 2014 година шаситата и двигателите биват бъдат доставяни от Ферари. Двигателят е V8, идващ от модела Ф430. А1 е популярна серия в Азия, Австралия и ЮАР.

#### Формула Нипон
Формула Нипон е японската версия на ГП2. Болидите са конструирани от Лола на базата на Ф3000 болида Б02. За разлика от ГП2, двигателят не е един и същ за всички участници. При двигателите титлата се оспорва между големите японски концерни Тойота и Хонда. Формула Нипон е популярна в Япония и много от пилотите имат статус на звезди, а болшинството от тях получават и високо възнаграждение. Двигателите са с мощност от 550 к.с., 3.0 литра и конфигурация V8. Скоростта е сравнима с тази на Световните серии на Рено.

#### Формула 3000
Формула 3000 е бившата топ категория след Ф1. До 2004 г. състезанията от Ф3000 се провеждат заедно с тези от Ф1, след което са заменени от ГП2. След замяната много от старите шасита са продадени от отборите, като в Италия се организират Евросерии 3000 и Формула 3000 Италия. Единствената промяна е в двигателя, който става 4-литров и е доставян от Мегахром, с мощност от 500 к.с. Целта на състезанията е да предостави на млади пилоти, които нямат достатъчно средства за ГП2 или Рено сериите, да продължат кариерата си срещу разумна цена и същевременно да добият опит с по-мощен болид. Заради липсата на подкрепа от автомобилните производители, конкуренцията не е голяма, но въпреки това пилоти като Алекс Даниелсон, Марко Асмер и Лука Филипи участваха за да трупат опит. Владимир Арабаджиев участва през 2007 година в Евросерии 3000.

#### Чамп Кар Атлантически шампионат
Чамп Кар Атлантически шампионат е американската версия на ГП2, до 2007 година са поддържаща серия на Чамп Кар Световните Серии. Чамп Кар Атлантически шампионат съществува още от края на 60-те години. Шампиони са били такива пилоти като Жил Вилньов, Жак Вилньов старши и Майкъл Андрети. Шаситата се опитват да имитират Чемп Кар, затова и тежат 647 кг, а двигателите са 2,3 литра с мощност 300 к.с. от 108 октаново гориво. Шаситата се доставят от американската компания Суифт, а двигателите са Мазда. Пилотът, шампион във Формула Атлантик получава помощ от два милиона долара за да си намери кокпит в Чемп Кар. Нужният бюджет за участие е около 500 – 600 хил. долара. Франки Мюниз (звездата от Малкълм), е пилот в този шампионат, както и синовете на Найджъл Менсъл – Лио и Грег. Бъдещето на Формула Атлантик след сезон 2008 за момента е неясно след поемането на Чемп Кар от ИРЛ.

#### Инди Лайтс
Инди Лайтс е поддържаща серия на Индика. Шаситата са производство на Далара, тежат 647 кг, двигателите са Инфинити V8 с обем 3,5 литра и мощност 420 к.с. Конструирани са предимно за състезания на овали и служат за последната стъпка преди Инди Кар. Бюджетът на пилот за участие в сериите е около 500 хил. долара. Състезанието от 9 септември 2007 г. на овала в Чикаго остава в историята. Логан Гомез побеждава Алекс Лойд с разлика от 0.0005 сек. – най-малката регистрирана разлика на финала в цялата над 100-годишна история на автомобилните спортове. Рекордът е официално записан и в книгата на Гинес. Шампиони в Инди Лайтс през годините са топ пилоти в американския автомобилен спорт като Пол Трейси, Грег Мур, Тони Канаан, Кристияно Да Мата, Скот Диксън и Ориол Сервия.

#### Формула 3
Формула 3 е категория, в която техническите правила се определят както във Ф1 директно от ФИА. Във Формула 3 няма стандартни шасита или двигатели, тя е отворена за всеки производител на шаси или двигатели. Шаситата имат минимално тегло от 550 кг, а двигателите максимален обем от 2 литра като също така е задължителен и 26 мм. ограничител на входящия въздух, обикновено двигателите са между 210 к.с. и 230 к.с. Има редица шампионати, които използват Ф3 болиди – Евросерии Ф3, Британска, Италианска, Германска, Японска, Австралийска, Испанска, Азиатска, Испанска, Финландска и Южноамериканска. Компанията Далара държи над 95% от продажбите на шасита в категорията, но заради отворения характер всеки един състезател е в правото си да внесе промени. Вследствие на това отборите от топ Ф3 шампионатите са умалени Ф1 отбори, разполагат с програми за аеродинамиката, композитните материали и механиката. Благодарение на високо технологичния характер на шампионата, скоростта на Ф3 болидите в завой се приближава до Ф1 повече от която и да е друга категория. Най-силните шампионати – Евросерии Ф3 и Британската Ф3, се считат за най-доброто училище за инженерите и механиците преди Ф1. Благодарение на всичко това пилотите участват активно в програми за развитие на болидите подобно на колегите си от Ф1. Много експерти смятат Ф3 за задължителна, и една от най-важните стъпки при подготовката на пилотите за Ф1, понеже стила на каране на Ф3 се доближава най-много до Ф1. Всичко това си има и цена, в по-слабо конкурентните шампионати бюджета за 1 пилот може да бъде до 150 хил. евро, докато в топ отборите на Евросерии Ф3 може да достигне 1.5 млн. евро. Интересен факт е, че все още няма шампион от Ф3000 или ГП2, който да е покорил и Ф1, докато болшинството от Ф3 шампионите са шампиони във Ф1 – вкл. Михаел Шумахер, Сена и Прост.
Владимир Арабаджиев участва през 2006 година във Формула 3 Италия.

#### Международна Формула Мастър
Международна Формула Мастър е категория създадена с помощта на ФИА през сезон 2007 с цел да бъде евтин конкурент на Формула 3, заради растящите бюджети. Шампионатът се организира от Н Текнолъджи и съпътства Световния шампионат за Туристически Автомобили (WTCC), като всички състезания са предавани пряко по Евроспорт, които са и съорганизатори. Шасито е стандартно и е разработено от Н Текнолъджи, и произведено от Татус. Отговаря на Ф3 изискванията за 2008 година, но двигателят има по-голям въздушен ограничител, което му помага да достигне мощност от над 280 к.с. Първият сезон на категорията е много успешен и заради това е създадена и Формула Мастър Италия – шампионат, който се провежда само в Италия. Скоростта на Формула Мастър се доближава до Ф3 заради двигателя, но аеродинамиката е така разработена, че да помага за лесно следване на болидите и повече изпреварвания. Бюджетът в шампионата е около 450 хил. евро и дава шанс на много млади пилоти да се борят за голямата награда – тест с отбора на Хонда Ф1. В тази категория за отбора на Джей Ди Моторспорт взима участие в двата шампионата през сезон 2008 и 2009 и българския пилот Владимир Арабаджиев. През юни 2008 печели първата си победа на пистата Валелунга в Италия.

#### Формула Рено
Формула Рено е най-популярната и предпочитана категория за навлизане на пилотите от картинга в състезанията с болиди. Създадена е през 1971 година с помощ от Елф, като до началото на 90-те остава популярна предимно във Франция. От средата на 90-те се превръща в една от най-важните категории в автомобилния спорт измествайки Формула Форд. Шасито е конструирано и произведено от италианската фирма Татус като отговаря на изискванията на ФИА за Ф3, двигателят е от Рено Клио 2 литра с мощност от 192 к.с., гумите са задължително Мишлен, системата за съхранение на телеметрични данни е 8 канала АйМ. Формула Рено е предпочитана за дебют на много картинг пилоти. През тази категория са преминали болшинството от сегашните Ф1 пилоти, като Кими Райконен дори директно дебютира във Ф1 след само 23 състезания извън картинга. В света има няколко шампионата Формула Рено: Италия, Великобритания, Швейцария, Финландия, Западнаевропейска Купа, Северноевропейска Купа и Евро Купа. Пилотите варират от сезон на сезон, но обикновено са между 20 и 40 на старт. В зависимост от таксите за участие, транспорт, броя състезания или шампионати, и тестове бюджетите варират между 45 хил. и 350 хил. Евро. Заради популярността и уеднаквеното шаси, ограничения в тестовете са много трудно приложими. Мирослав Петков, Християн Димитров и Симеон Иванов са единствените българи участвали в тази категория.

#### Формула БМВ
Формула БМВ е немският вариант на Формула Рено и Формула Форд. Началото е поставено през 1991 година, като АДАЦ Формула БМВ. Категорията съществува само в Германия и много немски пилоти сред които Ралф Шумахер, Нико Росберг и Себастиан Фетел са минали през нея. За сезон 2003 БМВ Моторспорт създава и Формула БМВ Азия, след което и Формула БМВ САЩ и Формула БМВ Великобритания. През сезон 2008 шампионатите в Германия и Великобритания са заменени с Еврокупа. Състезанията от Еврокупата са съпътстващи на стартовете на Ф1 в Европа, а отборите участници са специално подбрани. Болидът, с който се състезават от 2002 г. е Мигал ФБ02 и тежи 455 кг. без пилота и горивото, двигателят е от мотоциклета К1200РС и е с мощност 140 к.с. Болида не предоставя същата възможност за обучение на пилота като Формула Рено, но БМВ Моторспорт компенсират това със състезанията пред Ф1 публиката и специалните курсове, които всеки пилот участник минава, от технически, през маркетинг и ПР, до фитнес лагери. Въпреки всичко това, бюджета от 350 хил. евро за Формула БМВ Еврокупа се счита за доста сериозен. Николай Върбицалиев участва през 2007 година във Формула БМВ Германия.

#### Формула Форд
Формула Форд е без съмнение най-популярната категория в пистовите шампионати по света. Почти всяка една западно-европейска страна, както и САЩ и Австралия има шампионат или дори няколко шампионата във Формула Форд. Формула Форд е отворена категория за различните производители на шасита, единствено е задължително двигателите да са Форд. Болидите обикновено тежат 410/420 кг, а най-популярната категория е Формула Форд 1600 където двигателите са с мощност около 140 к.с. От Формула Форд са излезли най-много легендарни пилоти, като Емерсон Фитипалди, Айртон Сена и Михаел Шумахер до Кими Райконен – всички те са се състезавали във Формула Форд. Това е единствената категория, от която има хиляди бройки болиди, които се състезават по света. Конкуренцията между производителите на шасита също е голяма, обикновено няколко производителя се борят за победите. Интересно е, че композитните материали като карбон и кевлар за забранени за използване в конструкцията на шаситата, затова те използват алуминиева тръбна конструкция. Бюджетът във Формула Форд в зависимост от шампионата, шасито и тестовете варира между 25 хил. евро и 150 хил. евро. През 2007 г. известното автомобилно шоу Фифт Гиър прави тест между супер автомобила Форд ГТ с неговите 550 к.с. и 0 – 100 км/ч за 3,7 сек. срещу Формула Форд. Резултатът е съкрушителна победа на малкия болид на пистата Рокингам. Тестът има за цел да разбие митове сред обществото за господството на фактора мощ, и да демонстрира непознаването на значимостта на фактора тежест. Християн Димитров е единственият българин, участвал във Формула Форд и се класира на 3-то място за сезон 2004 в италианската Формула Форд.

#### Други
В различните страни има още десетки други категории, но обикновено те остават популярни само на местно ниво (като Формула Холден, Формула Азура и т.н.) или участват предимно т.нар. джентълмен пилоти, тоест пилоти, които се състезават за удоволствие без да преследват професионална кариера.

### Състезания с автомобили със закрити колела

#### Състезания с прототипи
Това са състезания със специално подготвени прототипи с покрити колела които се използват за дълги надпревари и предимно състезания за издръжливост като 24-те часа на Льо Ман, Американските Льо Ман Серии и Льо Ман Сериите в Европа. Това са най-бързите автомобили с покрити колела, правилата за този клас автомобили са създадени от Автомобилния Клуб на Ост(Automobile Club de l’Ouest – ACO) – клубът който организира и 24-те часа на Льо Ман. Цената и използваните технологии ги прави много близки до Ф1, а заради изискванията на пистата Льо Ман, техната максимална скорост е дори по-висока от Ф1.

#### Състезания с туристически автомобили
Това са състезания в които се използва купето на сериен автомобил, като в много от категориите се използва и двигател произхождащ от сериен модел. Този тип състезания дава възможност на автомобилните производители да изправят един срещу друг серийните си модели. Качеството на пилотите е много високо и заплатите често са 7 цифрени. Най-известните такива шампионати са Световния шампионат за Туристически Автомобили (WTCC), ДТМ и V8 Суперкарс в Австралия.

#### Състезания с ГТ (Гран Туризмо) автомобили
ГТ състезанията са една от най-популярните форми на моторните състезания. Със сигурност това е най-популярната форма сред джентълмен пилотите тъй като за сравнително по-ниска цена те могат да карат автомобили с марки като Ферари, Астън Мартин, Мазерати, Порше, Ламборгини или Пагани. ГТ състезанията са разделени на класове чиито правила се диктуват от ФИА, организаторите на Льо Ман или Стефан Рател Организейшън (СРО). Най-престижния шампионат е ФИА ГТ, той е създаден през 1997 година и е отворен за автомобили от класовете ГТ1 и ГТ2 – най-бързите ГТ автомобили. Организаторите на шампионата, СРО създадоха през 2006 година и Европейски ФИА ГТ3 шампионат в който участието е запазено за джентълмен пилоти и предлага най-голямото разнообразие от автомобилни марки. През 2007 година беше създаден и подобен шампионат за класа ГТ4, но той все още не е толкова популярен. ГТ3 и ГТ4 класовете са създадени от СРО и са удобрени от ФИА.
Особеност в ГТ състезанията които се провеждат под егидата на ФИА и СРО, е че всичките автомобили са следени за представянето им от ФИА и когато някой автомобил е по-бърз от другите, тогава той получава наказание с което представянето му се уеднаквява с това на конкуренцията, най-често наказанието е допълнителен баласт.

### Рали
Рали състезанията се провеждат на обикновени пътища и извън пътя а не на специално построени за състезания писти. Състезанията са по отворен маршрут от една точка до друга разделен на отделни етапи. Във всеки етап автомобилите стартират през равни интервали и трябва да преминат по определен маршрут очертан от контролни пунктове. Класирането е според сумарното време за изминаване на цялото разстояние.
Автомобилите са базирани на серийни модели достъпни в търговската мрежа като допустимите промени спрямо серийния модел са строго регламентирани. Задължително е да отговарят напълно на законите за движение по пътищата.
Екипажът се състои от пилот и навигатор. Навигаторът постоянно инструктира пилота как и с каква скорост да се движи ръководейки се от схема на маршрута изготвена при предварително опознаватнелно преминаване или от организаторите на състезанието.
Най-известните състезания с рали са тези на Световен рали шампионат, организирани от ФИА. Съществуват и многобройни регионални и национални рали шампионати.

### Рали Рейд
Рали рейд (на английски: Rallye Raid) е вид многодневно автомобилно рали. За разлика от традиционните ралита, които се провеждат на обществени или частни пътища, този вид ралита се провеждат офроуд – в пустини и други пресечени местности.
В рали рейд участват както автомобили (предимно джипове и бъгита), така и мотоциклети и камиони.
Най-известното такова рали е Рали Дакар. Други реномирани състезания са Рали Фараон в Египет, Орпи Мароко, Австралийско сафари и Дезерт Челъндж в Обединените арабски емирства.

### Драг
Драг състезанията се провеждат на къси прави трасета. Най-популярният формат е едновременен старт от място на два автомобила с директна елиминация. Състезателят пресякъл пръв финалната линия продължава в следващия кръг. Традиционната дистанция е 1/4 миля (402.33 м), но след 90-те добива популярност и по-късата 1/8 миля (201.16 м).

### Дрифт
Традиционните дрифт състезания се състоят от две сесии – квалификационна и финална. Квалификационната сесия често се състои в деня преди финалната. На финалите състезателите биват разделени по двойки, за да участват в двуетапни състезания, където по един от всяка двойка отпада. Състезанията протичат с участието на съдии, оценяващи изпълненията по различни фактори.